# Лондонська парова карета

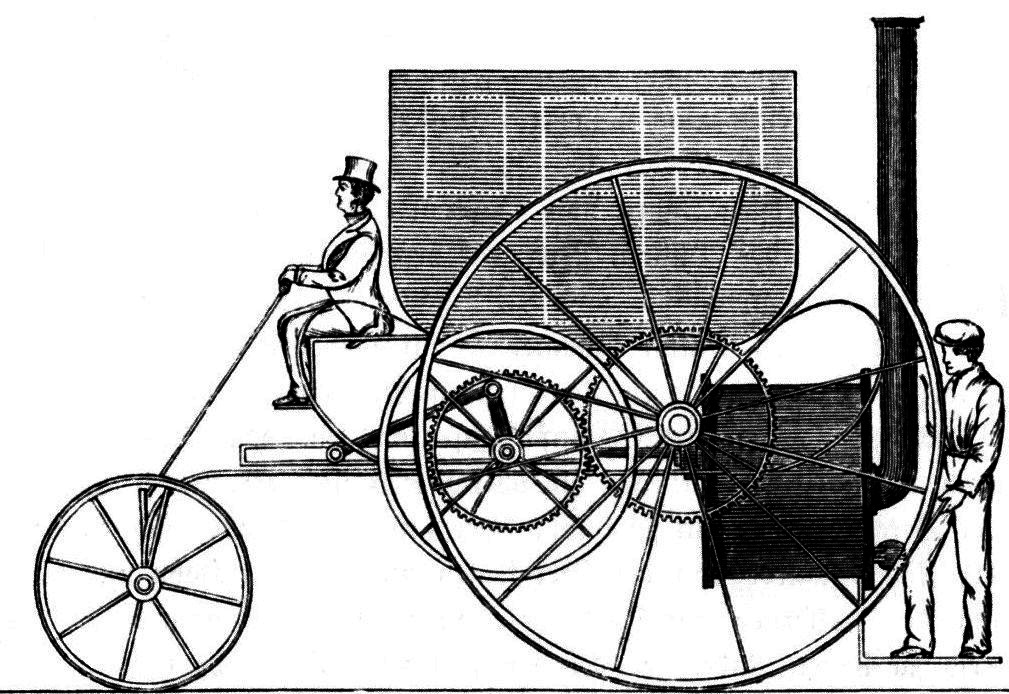
Лондонська парова карета.

Лондонська парова карета (англ. London Steam Carriage) — перший запатентований самохідний транспортний засіб з паровим двигуном для перевезення пасажирів. Збудований у 1803 році за проектом британського винахідника Річарда Тревітіка.

## Історія
Спроби створити самохідні транспортні засоби, що пересувалися би за допомогою парової машини, були зроблені кількома винахідниками у другій половині XVIII століття. У 1769—1770 роках Кюньо у Франції створив перший транспортний засіб, що приводився у дію за допомогою парового двигуна і відомий сьогодні як віз Кюньо. Цей віз розроблявся як вантажівка, тягач для перевезення військових вантажів, гармат, він був не зовсім досконалим і дуже повільним. 1784 року свій варіант парового автомобіля запропонував шотландський винахідник Мердок. Розробками екіпажу, рухомого паровою машиною, займався й Ватт, який запатентував свою розробку, однак не реалізував її.
Річард Тревітік свою першу парову карету сконструював 1801 року у місті Камборн у Корнуолі. Він назвав її Puffing Devil. Двигун карети мав один вертикальний циліндр, що передавав рух колесам за допомогою гонка́. Вона важила 1520 кг і розвивала швидкість до 14,5 км/год. Машина була доволі потужною, маючи на собі кілька пасажирів, вона змогла виїхати на крутий пагорб довжиною у кілька сот ярдів. На своїй кареті Тревітік й інші проїхалися до місцевого шинку, щоб відсвяткувати подію. Пішовши до шинку, подорожники полишили машину з паливом у пічці і поки вони святкували, вода у казані викіпила, казан розігрівся й машина була пошкоджена.
Наступного, 1802-го, року Тревітік разом зі своїм двоюрідним братом Ендрю Вів'єном запатентували парову пасажирську карету з паровим двигуном високого тиску. Карету було зроблено у Лондоні у стельмашні такого собі Фелтона на вулиці Летер-Лейн, а ось двигун був привезений до Лондона з Корнуолу. Карета обійшлася винахідникам у 207 фунтів стерлінгів, перевезення парового двигуна до Лондона коштувало 20 фунтів 14 шилінгів 11 пенсів, вартість парового двигуна невідома.
У червні 1803 року Тревітік вперше випробував свою карету на вулицях Лондона На кареті було 8 пасажирів. Вулиці, по яких мала проїхати карета Тревітіка, були закриті для інших візників. Це була перша поїздка самохідного транспортного засобу в історії Лондона. Карета проїхала понад 10 миль (16 км). Однак, коли вже настали сутінки, карета врізалася в огорожу одного з будинків.
Збирання таких карет вимагало значних грошей і не отримало великого попиту й винахід Тревітіка не мав комерційного успіху. Карета була розібрана, а двигун продано на один з заводів.